# Râul Cornet, Ezăreni
Râul Cornet este un curs de apă, afluent al râului Ezăreni.